# 勝田宝塚劇場
勝田宝塚劇場（かつたたからづかげきじょう）は茨城県勝田市（現・ひたちなか市）にあった映画館、劇場である。

## 概要
勝田宝塚劇場の開場は太平洋戦争中の1942年（昭和17年）10月15日である。東宝傘下の劇場であったが、戦後、東宝は経営から撤退し、別の者が経営を引き継いだ。1984年（昭和59年）に閉館。（別年に閉館とする資料もある。詳細は注釈に。）経営を引き継いだ会社は2025年現在、茨城県内他にコーヒー店を出店している株式会社サザコーヒーとなっている。

## 歴史
勝田宝塚劇場は阪急電鉄、宝塚歌劇団の創設者である小林一三により1934年に東京宝塚劇場が開場された以降、小林及びその関係会社の経営戦略の元、全国各地に建てられた"宝塚劇場"のひとつである。開場は1942年10月15日で、茨城県那珂郡勝田町大字東石川三反田町（後の勝田市、現在のひたちなか市共栄町のサザコーヒー本店所在地）に東宝の前身会社のひとつである東宝映画株式会社によって建てられた。
運営会社は1941年9月17日に資本金が当時の十萬円で設立された株式会社勝田宝塚劇場である。が、この会社の6割の株券は東宝が持っており、また、劇場支配人も東宝からの出向者で、実質、勝田宝塚劇場は東宝の直接経営であった。また、後述の建築経緯から株式会社日立製作所からの強い経営支援を受けていた。
設計・施工は有限会社佐藤秀工務店（現・株式会社佐藤秀）である。佐藤秀工務店は和洋折衷の木造建築で著名人の邸宅やホテルなどを手がけた佐藤秀三（さとうひでぞう 1897年-1978年）が興した設計・施工会社である。1939年に「旧住友家俣野別邸」（2004年に国の重要文化財に指定されるが焼失）を手がけた佐藤にとっても勝田宝塚劇場は初の大型木造建築であった。
建物は木造二階建で建坪300坪、総座席数750席（1階400席、2階250席、絨毯敷席100席）、総収容人員1150人であった。内装や設備が充実しており、当時は北関東最大の劇場であったとされる。
1942年10月15日に開館式を開催し、引き続き開催された開場公演は『東宝芸能大会』と称して林二三夫司会による演芸大会、映画『エノケンの孫悟空』、『金語楼の親父三重奏』、『歌へば天国』の上映などが催された。その後、戦時中は食糧増産や物資増産に従事している者（いわゆる、農業増産戦士、産業戦士）慰安のために映画・演劇が度々催された。
勝田宝塚劇場はこのように演芸・演劇等の実演と映画上映の双方で使用された他、支援を受けている日立製作所の福利厚生施設や勝田町の式典会場や市民の発表会の会場としても使用されていた。
戦中、勝田はアメリカ軍による艦砲射撃で大被害を受けるが劇場は破壊されなかった。
戦後、東宝は自社の労働争議（いわゆる東宝争議）での経営混乱や、日立製作所の支援が私的独占の禁止及び公正取引の確保に関する法律（独占禁止法）施行の影響で打ち切られた等の問題から、勝田宝塚劇場の経営から手を引いた。
この経営を引き継いだのが、日立製作所の技師で勝田宝塚劇場の建築にも携わった鈴木富治である。鈴木は劇場の運営会社として鈴木興業株式会社を設立し、戦後の映画黄金期に市民に娯楽を提供した。

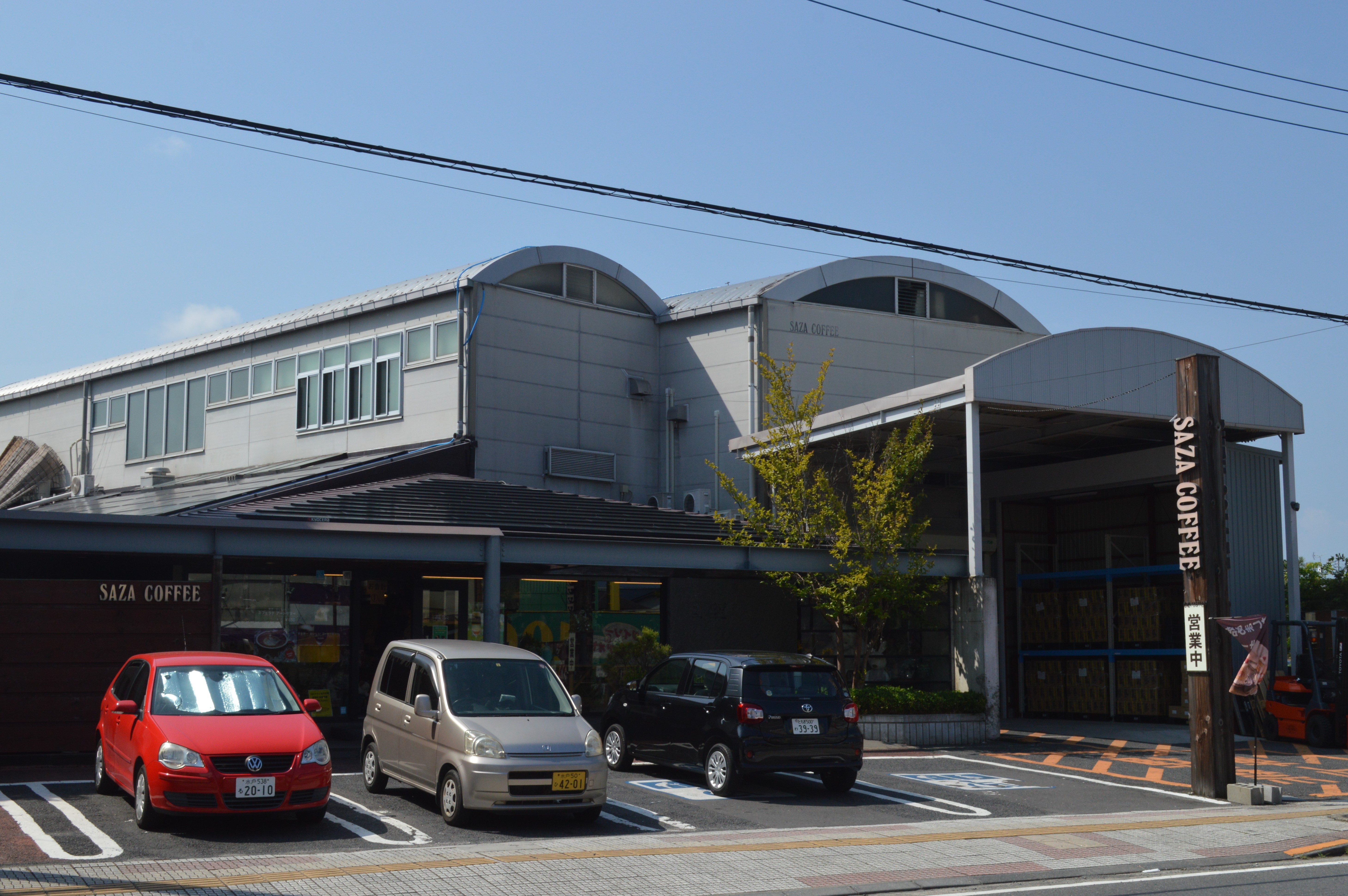
跡地にあるサザコーヒー本店

映画を観る客数が下降線を辿り始めた頃の1969年に鈴木富治の長男、鈴木誉志男が劇場の一角でコーヒーを提供する事業を始める。やがて「且座（サザ）」の名で店舗を出すまでにコーヒー店事業が拡大して行き、鈴木の会社は映画興行事業からコーヒー店事業へと業態を変えてゆく。そして2025年1月時点で、茨城県内外に17店舗を展開する「株式会社サザコーヒー」へと繋がってゆく。
1984年5月下旬に勝田宝塚劇場は閉館する。（別年に閉館とする資料もある。詳細は注釈に。）
閉館後、建物はしばらくコーヒーの焙煎工場や事務所等に使われていたが、1989年3月20日に解体工事が始まる。解体された跡地にはサザコーヒー本店が新築された。

## 建設に至った経緯
勝田宝塚劇場の建設に至った背景としては、小林一三及びその関係会社の娯楽事業の全国展開構想、当時の勝田が工業都市として発展が期待されていたこと、劇場建設にあたり地元の有力者や日立製作所の支援があったこと、国策としての産業戦士慰安などが考えられる。
1932年に株式会社東京宝塚劇場を設立し、1934年1月1日に東京宝塚劇場を開場させた小林らは、更なる全国展開を図り全国主要都市に「宝塚劇場」の名をつけた劇場を建設していった。それは横浜市（1935年4月1日）、京都市（1935年10月12日）、名古屋市（1935年11月2日）、甲府市（1936年11月1日）、熱海市（1937年12月27日）、静岡市（1938年10月23日）、松本市（1939年8月13日）、新潟市（1940年1月1日）と続き、勝田は10館目の宝塚劇場であった。
小林らが勝田に進出を決めた理由としては、勝田が、1939年の日立製作所の進出決定や、内務省により1941年5月に都市計画区域に指定され人口20万人都市構想が打ち上げられていたことなど、今後の躍進が期待されていたことが挙げられる。また劇場建設にあたり、建設敷地を地元の地主が無償で提供したり、建築資材の一切を日立製作所が無償で提供するなどの支援があったことも理由として挙げられる。
また当時の勝田町は戦時下における物資増産拠点であり、作業に従事する者（産業戦士）を慰安するための施設が必要だったことも、劇場建設を進めた要因とされる。
勝田宝塚劇場の建った場所は当時は周囲に農地と藪が広がる場所で、町の繁華街では無かった。『勝田市史』は、建て主の小林一三らには、この地区を文化ゾーンとして開発する構想があった、としており、その構想の一片として、劇場が建設された後には近くに東宝ホテルが建設されたことをあげている。